# Dope (Fernsehserie)
Dope ist eine US-amerikanische Dokuserie über Drogenhandel in den USA und Lateinamerika, die am 22. Dezember 2017 auf Netflix veröffentlicht wurde. Weitere Staffeln folgten am 20. April 2018 und 26. August 2019.

## Handlung
Die Serie behandelt die Herstellung, den Verkauf und Konsum von Drogen, sowie damit zusammenhängende Gewalt, und begleitet Drogendealer, -konsumenten und die Polizei in den Vereinigten Staaten, vor allem in sozial schwachen Gebieten, Armutsvierteln und latein- oder afroamerikanischen Communities. Texteinblendungen erklären Begriffe des Drogenjargons, Verhalten, rechtliche und geschichtliche Zusammenhänge und Statistiken. 
In der dritten Staffel geht es auch um europäische Städte. 

## Episodenliste

### Staffel 1
| Nr. (ges.) | Nr. (St.) | Deutscher Titel                                           | Originaltitel                               | Erstveröffentlichung USA | Deutschsprachige Erstveröffentlichung (D) |
| --- | --------- | --------------------------------------------------------- | ------------------------------------------- | ------------------------ | ----------------------------------------- |
| 1 | 1         | Genau was Amerika will                                    | America's Cup of Coffee                     | 22. Dez. 2017            | 22. Dez. 2017                             |
| Die Episode begleitet Dealer von Kokain in Oakland (Kalifornien) und die Polizei von der Suche bis zur Gefangennahme. |           |                                                           |                                             |                          |                                           |
| 2 | 2         | Was man einmal gesehen hat, kann man nicht mehr vergessen | Once You See It, You Can Never Unsee It     | 22. Dez. 2017            | 22. Dez. 2017                             |
| Die Episode behandelt die Heroin-Epidemie in Baltimore (Maryland), der sogenannten „Heroin-Hauptstadt Amerikas“, beginnend mit den Aufständen nach dem Tod von Freddie Gray im Jahr 2015, bei denen Apotheken geplündert wurden. |           |                                                           |                                             |                          |                                           |
| 3 | 3         | Ich würde das auch ohne Bezahlung machen                  | Even If They Didn't Pay Me, I'd Still Do It | 22. Dez. 2017            | 22. Dez. 2017                             |
| Die Episode beginnt mit der Verhaftung von El Chapo, dem Boss des Sinaloa-Kartell am 8. Januar 2016 und erzählt von der illegalen Einschleusung von Marihuana und die Fahndung durch die Customs and Border Protection an der Grenze zwischen den Vereinigten Staaten und Mexiko. |           |                                                           |                                             |                          |                                           |
| 4 | 4         | Ist es gefährlich? Klar ist es gefährlich                 | Is It Dangerous? Absolutely It's Dangerous  | 22. Dez. 2017            | 22. Dez. 2017                             |
| Die Episode, die zeigt, wie Drogen und Waffengewalt zusammengehören, spielt in Chicago (Illinois) und beginnt mit einem exemplarischen Mord am Memorial Day. Der Handel von Crack löst die Gewalt aus und Dealer nutzen den Memorial Day, ihre Konkurrenz auszuschalten. Die Episode begleitet Drogendealer, Waffenhändler und die Polizei in den Tagen vor dem Memorial Day (Memorial-Wochenende). |           |                                                           |                                             |                          |                                           |

### Staffel 2
| Nr. (ges.) | Nr. (St.) | Deutscher Titel                             | Originaltitel                                      | Erstveröffentlichung USA | Deutschsprachige Erstveröffentlichung (D) |
| --- | --------- | ------------------------------------------- | -------------------------------------------------- | ------------------------ | ----------------------------------------- |
| 5 | 1         | In diesem Geschäft hast du keine Freunde    | In This Business You Have No Friends, Only Enemies | 20. Apr. 2018            | 20. Apr. 2018                             |
| Die Episode behandelt den Schmuggel von Kokain über die Karibik und begleitet einen Drogenring in Miami (Florida), Lieferanten in Santo Domingo (Dominikanische Republik) und in Puerto Rico sowie die US-amerikanische Luftwaffe, Marineeinheiten und den Zoll, die versuchen, die Einlieferung der Droge zu unterbinden.                                                                      |           |                                             |                                                    |                          |                                           |
| 6 | 2         | Du bist zu unschuldig für das Spiel         | You're Too Innocent For The Game                   | 20. Apr. 2018            | 20. Apr. 2018                             |
| Die Episode behandelt die Epidemie von selbstgekochtem Meth und Crystal Meth in Indiana. Sie begleitet die Drogenspezialeinheit von Vigo County in Terra Haute, Drogenhändler in Gary und eine obdachlose Abhängige in Muncie. Außerdem werden Ausschnitte einer Predigt über Drogen gezeigt.                                                                                                   |           |                                             |                                                    |                          |                                           |
| 7 | 3         | Ich hol mir das Geld von den Weißen         | I'm Gonna Get Me That White People Money           | 20. Apr. 2018            | 20. Apr. 2018                             |
| Die Episode behandelt das Millionengeschäft mit Partydrogen wie Ecstasy in Detroit (Michigan), das bekannt ist für seine Raves, und begleitet Hersteller und Händler in der Lower East Side von Detroit sowie Zollfahnder an der Ambassador Bridge zur Grenze zwischen Kanada und den Vereinigten Staaten.                                                                                      |           |                                             |                                                    |                          |                                           |
| 8 | 4         | Ich fühl mich groovy wie ein 2-Dollar-Movie | Feeling Rather Groovy Like a $2 Movie              | 20. Apr. 2018            | 20. Apr. 2018                             |
| Die Episode behandelt die Kriminalität und Überdosisfälle in Atlanta (Georgia) um einen der größten Umschlagplätze für Heroin in den USA, welcher von Gangs übernommen wurde, die das Opioid Fentanyl in Umlauf bringen. Begleitet werden Händler der Bloods und Abhängige in dem Gebiet „The Bluff“ in Atlanta, die Zollbehörde am Flughafen von Atlanta und den Kopfgeldjäger James Caldwell. |           |                                             |                                                    |                          |                                           |

### Staffel 3
| Nr. (ges.) | Nr. (St.) | Deutscher Titel               | Originaltitel            | Erstveröffentlichung USA | Deutschsprachige Erstveröffentlichung (D) |
| --- | --------- | ----------------------------- | ------------------------ | ------------------------ | ----------------------------------------- |
| 9 | 1         | Des Teufels ältester Trick    | The Devil's Oldest Trick | 28. Juni 2019            | 28. Juni 2019                             |
| Die Episode behandelt die gesundheitsschädlichen bis tödlichen Folgen von Fentanyl und begleitet Sanitäter und Abhängige an der sogenannten „Methadon-Meile“ in Boston (Massachusetts), die CBP am John F. Kennedy International Airport in New York City. Hersteller des Sinaloa-Kartells in Culiacán, Kuriere und Fahnder auf dem Weg nach und in Tijuana. Außerdem berichten ein Sinaloa-Drogenboss und ein Kurier in New York. |           |                               |                          |                          |                                           |
| 10 | 2         | Gott vergebe mir dafür        | God, Forgive Me For This | 28. Juni 2019            | 28. Juni 2019                             |
| Die Episode behandelt den Handel von Kokain in Madrid (Spanien), der aus Kolumbien kommt, wo der Golf-Clan den Drogenmarkt beherrscht und von Polizei und Armee bekämpft wird, und berichtet vom Weg des Kokains durch Kolumbien und bis nach Spanien. Sie begleitet Coca-Bauer in den Bergen Kolumbiens, Händler in Medellín, Vertreiber nach Turbo, zeigt den Export per Schiff nach Cádiz in Spanien und begleitet dort eine Dealerin und abhängige Personen. In beiden Ländern werden Einsätze von Polizei und Fahndung gezeigt.                                                                                            |           |                               |                          |                          |                                           |
| 11 | 3         | Kein Gesicht, keine Anklage   | No Face, No Case         | 28. Juni 2019            | 28. Juni 2019                             |
| Die Episode behandelt Einsätze von Bundesbeamten gegen den Schmuggel nach und den Handel in Los Angeles, der Kokain-Hauptstadt der Westküste. Sie begleitet Kuriere von Tijuana über San Diego nach Los Angeles und Händler im Armutsviertel von L.A., in Compton und Hollywood, außerdem Fahnder am Grenzübergang von San Ysidro, die Homeland Security und einen Einsatz gegen ein Schmuggelboot, das statt Drogen illegale Migranten enthält. |           |                               |                          |                          |                                           |
| 12 | 4         | Das hier ist nicht Miami Vice | This Isn't Miami Vice    | 28. Juni 2019            | 28. Juni 2019                             |
| Die Episode behandelt den Handel von Kokain aus Kolumbien in Rotterdam (Niederlande) durch Gangs. Sie berichtet von einem Kokainfund am Hafen Rotterdam im Jahr 2015 mit der Zerstörung des Stoffs, 2018 von einem Fund in einem Container und von Drogentourismus aus den Nachbarländern. Außerdem begleitet sie Gangster-Bosse, die Straßen- oder Großhändler sind, einen korrupten Beamter, eine Abhängige, die sich zur Finanzierung prostituiert. Bei einem Interview von Drogenhändlern in ihrem Haus kommt es live aufgezeichnet zu einer Razzia durch die Polizei, woraufhin Auftragsmörder den Verräter finden sollen. |           |                               |                          |                          |                                           |

## Erzähler und Synchronisation
| Staffel | Erzähler      | Deutscher Sprecher | Dialogbuch          |
| ------- | ------------- | ------------------ | ------------------- |
| 1       | Ronan Summers | Achim Buch         | Carsten Kukla       |
| 2       | Ronan Summers | Achim Buch         | Lena Mischke        |
| 3       | Michael Beach | Achim Buch         | Matthias Ransberger |

## Auswirkungen auf Ermittlungen
Während der Aufnahme eines Interviews mit drei Drogendealern in Beek, Niederlande, zur dritten Staffel der Serie fiel die örtliche Polizei in die Wohnung ein und verhaftete die Männer, während die Kamera lief. Laut der Lokalzeitung De Limburger hatte die Polizei einen der Händler überwacht und sich über das geplante Interview informiert. Die beiden anwesenden Filmemacher wurden verhört, aber kurz darauf wieder freigelassen. Nach Angaben der Polizei handelte es sich bei den auf dem Tisch gefundenen Schusswaffen ebenso wie bei einem großen Teil der mutmaßlichen Drogen um Fälschungen.
Im Januar 2019 wurde ein 21-jähriger Mann aus Troy (Michigan) wegen Drogenhandels in Oakland County und den umliegenden Gemeinden festgenommen. Das Oakland County Sheriff's Office observierte den Mann, der unter dem Pseudonym „Ozone“ firmierte, im Juli 2018 nach Erhalt eines Tipps. Der Tipp erwähnte auch das Engagement des Mannes in der dritten Episode der zweiten Staffel von Dope. Nachdem die Polizei an zwei Orten Durchsuchungsbefehle erlassen hatte, fand sie verschiedene Mengen verschiedener Drogen und nahm den Mann in Gewahrsam. Er wurde wegen mehrfachen Drogenhandels angeklagt.